# Takeshi Koshida
Takeshi Koshida (jap. 越田 剛史 Koshida Takeshi; ur. 19 października 1960) – japoński piłkarz, reprezentant kraju.

## Kariera klubowa
Od 1983 do 1989 roku występował w klubie Nissan Motors.

## Kariera reprezentacyjna
W reprezentacji Japonii Takeshi Koshida zadebiutował 22 grudnia 1980 roku. W reprezentacji Japonii Takeshi Koshida występował w latach 1980–1985. W sumie w reprezentacji wystąpił w 19 spotkaniach.

## Statystyki
| Reprezentacja Japonii | Reprezentacja Japonii | Reprezentacja Japonii |
| Rok                   | Mecze                 | Gole                  |
| --------------------- | --------------------- | --------------------- |
| 1980                  | 1                     | 0                     |
| 1981                  | 1                     | 0                     |
| 1982                  | 7                     | 0                     |
| 1983                  | 6                     | 0                     |
| 1984                  | 3                     | 0                     |
| 1985                  | 1                     | 0                     |
| Razem                 | 19                    | 0                     |